# Dicranomyia microentmema
Dicranomyia microentmema är en tvåvingeart som först beskrevs av Alexander 1964.  Dicranomyia microentmema ingår i släktet Dicranomyia och familjen småharkrankar. Inga underarter finns listade i Catalogue of Life.